# Stazione di Ushigome-Kagurazaka
La Stazione di Ushigome-Kagurazaka (牛込神楽坂駅?, Ushigome-Kagurazaka-eki) è una stazione della metropolitana di Tokyo, si trova nel quartiere di Shinjuku. La stazione è servita dalla linea Ōedo della Toei.

## Stazioni adiacenti
| «                  | Servizio   | »          |
| Linea Ōedo         | Linea Ōedo | Linea Ōedo |
| ------------------ | ---------- | ---------- |
| Ushigome-Yanagichō | -          | Iidabashi  |